# Горбуненко В'ячеслав Олександрович
В'ячесла́в Олекса́ндрович Горбуне́нко — підполковник Збройних сил України, учасник російсько-української війни, що відзначився під час російського вторгнення в Україну в 2022 році.
Брав участь в АТО на сході України. Обіймає військову посаду начальника протиповітряної оборони — начальника відділення 72-ї окремої механізованої бригади імені Чорних Запорожців.

## Нагороди
- орден Богдана Хмельницького III ступеня (2022) — за особисту мужність і самовіддані дії, виявлені у захисті державного суверенітету та територіальної цілісності України, вірність військовій присязі[1].